# Рудолф Шмунд
Рудолф Шмунд (на немски: Rudolf Schmundt) е германски генерал от пехотата от Вермахта.

## Биография
Шмунд е роден в Мец и служи като лейтенант в германската армия по време на Първата световна война. През Втората световна война достига ранга на генерал от пехотата на 1 септември 1944 г. и става началник на отдела за персонал на германската армия.
През цялата война Рудолф Шмунд е един от многото адютанти на Адолф Хитлер и заминава с Ервин Ромел в началото на 1941 г., за създаването на Африканския корпус.
Шмунд е една от жертвите на неуспешния заговор от 20 юли, планиращ да убие диктатора Адолф Хитлер. Един от заговорниците, полковник Клаус фон Щауфенберг, поставя бомба в куфарче до Хитлер. Полковник Хайнц Бранд го премества зад масивния крак на масата и несъзнателно спасява живота на Хитлер, но вследствие на това губи собствения си. Тежко ранен при опита за убийство, Шмунд първоначално обещаващо се възстановява, но в крайна сметка умира от усложнения, произтичащи от раните му на 1 октомври 1944 г.
След смъртта на Шмунд, всички настоящи генерали и фелдмаршали са призовани от Хитлер да присъстват на погребението в Мемориал Танменберг в Източна Прусия. Хитлер не присъства на погребението.
Шмунд е посмъртно удостоен с Германски орден на 7 октомври 1944 г.